# Handball-Regionalliga Süd 1998/99
Die Saison 1998/99 der Handball-Regionalliga  Süd war die neunundzwanzigste Spielzeit, welche der Süddeutschen Handballverband (SHV) organisierte und die als dritthöchste Spielklasse im deutschen Ligensystem geführt wurde.

## Saisonverlauf
Süddeutscher Meister sowie Aufsteiger in die 2. Bundesliga wurde die TV Kornwestheim und Vizemeister ohne Aufstiegsrecht der TSV Deizisau.

### Modus
Vierzehn Mannschaften spielten in zwei Gruppen eine Hin- und Rückrunde um die süddeutsche Meisterschaft und den Aufstieg
 in die 2. Bundesliga. Vier Absteiger in die Oberligen.

### Teilnehmer und Abschlussplatzierungen
Nicht mehr dabei waren der Aufsteiger und die Absteiger aus der Vorsaison. Neu dabei waren ein Absteiger (A) aus der 2. Bundesliga und die Aufsteiger (N) aus den Oberligen Südbaden, Baden, Württemberg, Sachsen und der Bayernliga.

### Männer

Landkarte Regionalligen: Die blauen Felder umfassten den Bereich der Regionalliga Süd (SHV)

| Gruppe Nord/Ost  1. TV Kornwestheim - 2. HSC Bad Neustadt - 3. Hockenheimer SV - 4. TSG Oßweil - 5. TV Oppenweiler - 6. TSB Horkheim - 7. LHV Hoyerswerda (N) - 8. SG LVB Leipzig - 9. TSV 1846 Lohr - 10 SKV Oberstenfeld (N) - 11 Zwickauer HC Grubenlampe - 12 TV Hemsbach  13 HG Oftersheim/Schwetzingen  14 TSV Birkenau | Gruppe Süd/West  1. TSV Deizisau - 2. TG Landshut - 3. HSG Konstanz - 4. TV Weilstetten - 5. TSV Bad Saulgau - 6. TuS Schutterwald II (N) - 7. TuS Durmersheim - 8. SG Köndringen/Teningen - 9. TuS Fürstenfeldbruck - 10 TSV 1861 Langenau - 11 TSV Trudering - 12 TB 03 Roding  13 TSV Unterhaching (N)  14 TV 1891 Knielingen (N) |

- Für die Regionalliga Süd 1999/2000 qualifiziert

  Absteiger in die Oberligen

### Süddeutsche Meisterschaft
TSV Deizisau : TV Kornwestheim 15:27, 26:28

### Frauen
- Der Frisch Auf Göppingen wurde Süddeutscher Meister und hat sich für die 2. Bundesliga 1999/2000 der Frauen qualifiziert.